# 仁濟醫院羅陳楚思中學
仁濟醫院羅陳楚思中學（英語：Yan Chai Hospital Law Chan Chor Si College）為香港觀塘區的一所津貼中學，於2001年創立，翌年遷入位於九龍灣的永久校舍。

## 歷史
此校於2001年初由仁濟醫院向政府申辦，有關申請於同年6月獲批，並獲分配位於九龍灣啟禮道的校舍。由於此校獲羅定邦家族贊助，故此以羅氏妻子冠名為「羅陳楚思中學」。
同年9月，由於此校校舍仍在施工，需率先借用他校開辦，至2002年暑假才遷入現址。2004年3月8日，此校舉行揭幕典禮，由時任教統局常任秘書長羅范椒芬主持。
自2013年起，此校獲准於初中各級開辦一班英文班，並將於2022年起增至兩班。

## 校舍
此校為一座後期型中學千禧校舍，連同共用設施佔地11,000平方米，設30間課室及各種特別室，並與毗鄰的佛教慈敬學校，以及天主教柏德學校共用停車場暨球場大樓。
按照最初的規劃，此校與毗鄰佛教慈敬學校，將與另外三組中、小學校舍優先分配予「一條龍學校」，但最後兩座校舍由不同辦學團體/學校投得。
上述三校均由中土工程—迅捷聯營承建，於2000年11月動工，至2002年完工。

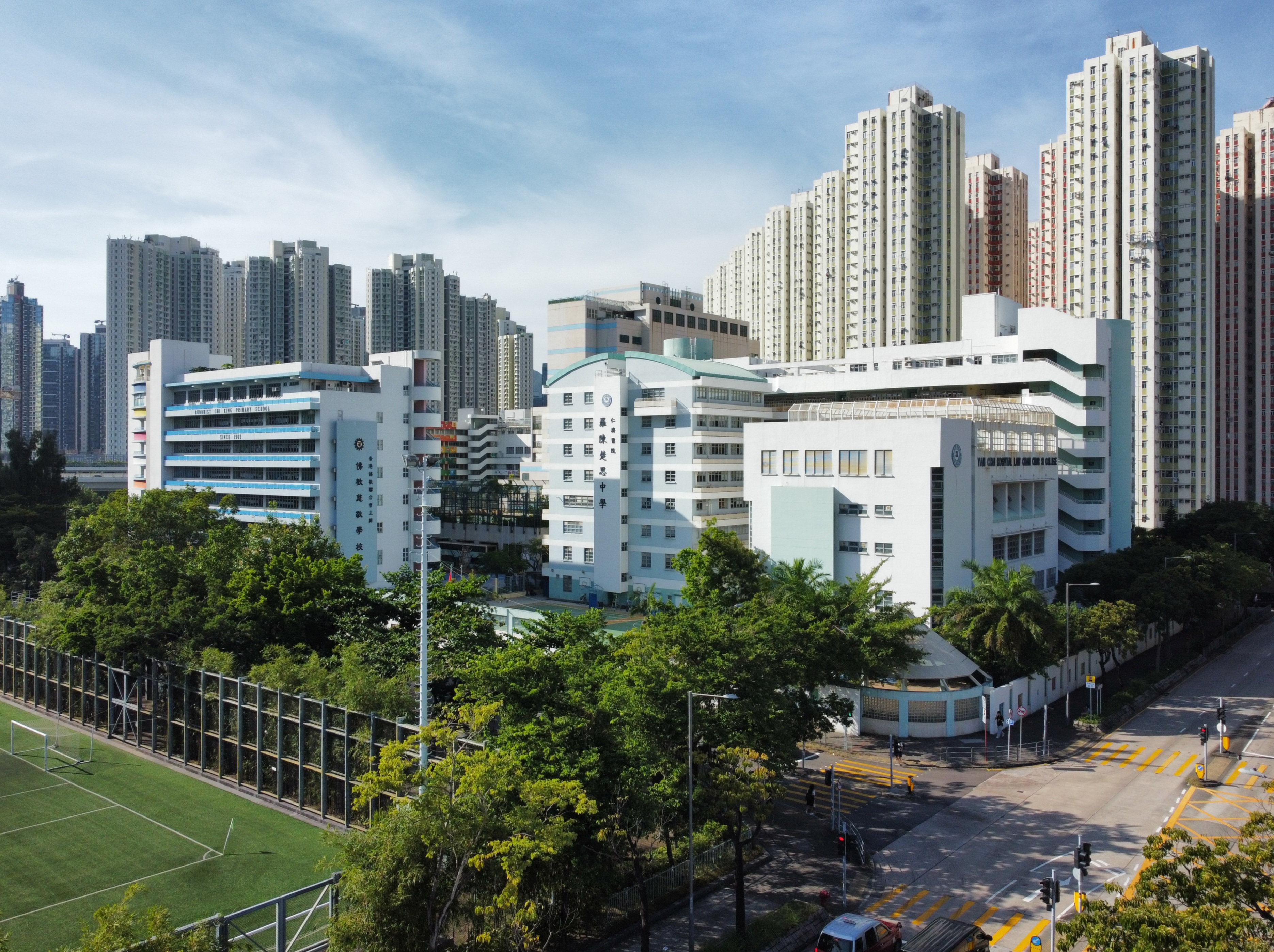
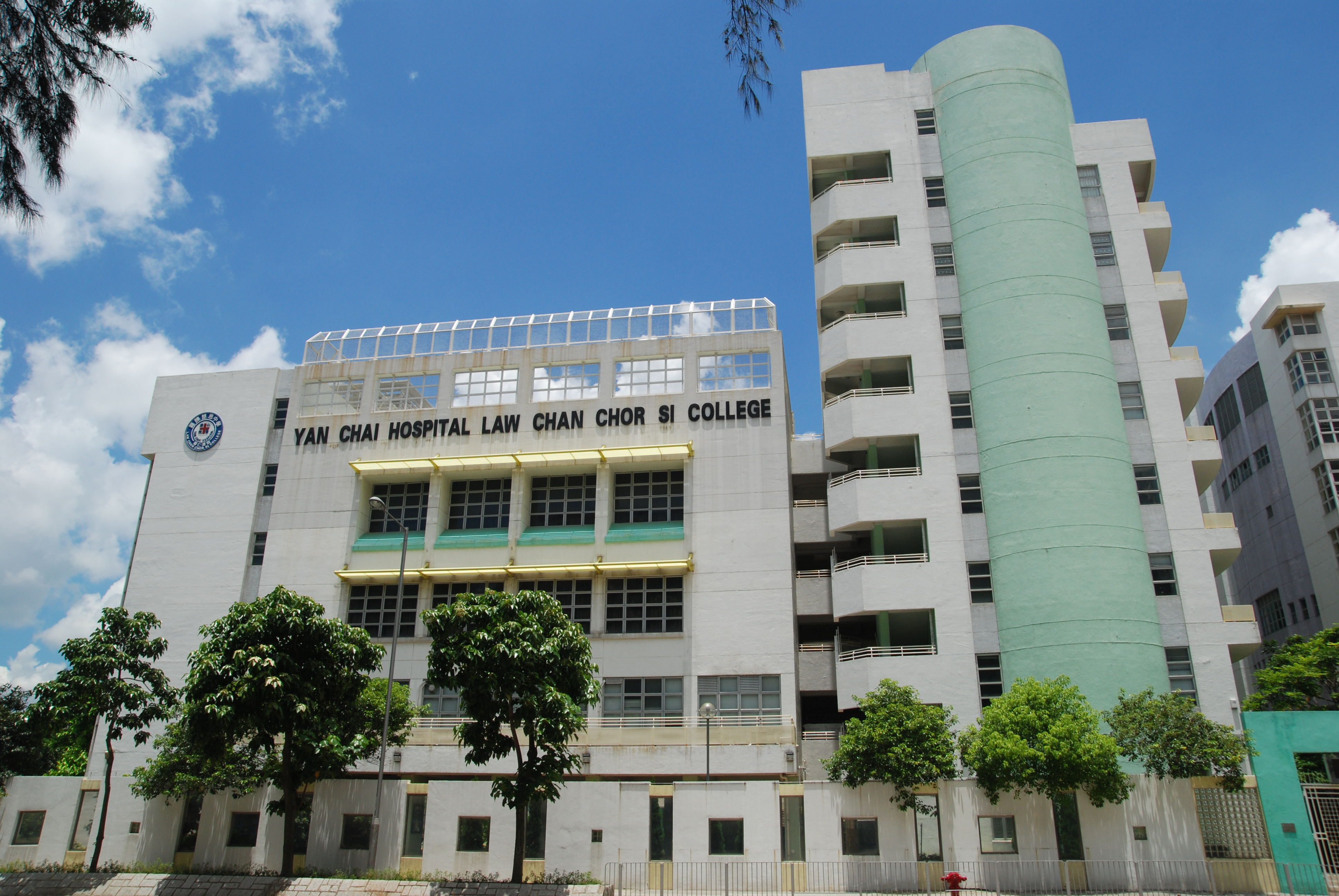

## 歷任管治人員

### 校監
- 羅嘉穗榮譽博士，MH（2001年起，現任校監，為羅定邦家族代表）

### 校長
- 吳仰明先生（2001年-2015年，創校校長，由同系第五中學（技能訓練）調任）[10]
- 楊佩珊博士（2015年起，現任校長）

## 事件
- 於2019年反修例相關罷課期間，此校亦有學生響應。然而，校方被指刻意刁難該等學生，以及前來聲援的校友[11]。

## 知名校友
- 黃淑蔓（2019年中六畢業）[12]：香港女歌手、演員、模特兒
- 顧定軒（2012年中六畢業）[13]：香港男演員
- 袁沅玉：無綫新聞主播
- 伍永樂[14]:知名羅中香港科技大學學生

與陳皓然，王頌善及張睿成 齊名為「科大四大才子」。
以2025倚天屠龍及天龍八部在JUPAS中殺出一條血路

## 註解
1. ↑  2021/22年度[1]
2. ↑  2021/22年度[2]
3. ↑  另外三組分別為培僑書院、嗇色園可譽中小學，以及風采中學與佛教正慧小學校舍。

## 外部連結
- 仁濟醫院羅陳楚思中學官方網頁 （页面存档备份，存于）